# Zagaje Stradowskie
Zagaje Stradowskie – wieś w Polsce położona w województwie świętokrzyskim, w powiecie kazimierskim, w gminie Czarnocin.
W XIX w. miejscowość należała do gminy Chroberz.
W latach 1975–1998 miejscowość administracyjnie należała do województwa kieleckiego.
Po raz pierwszy wymieniona w źródłach w 1699r. W 1895 wymieniana jako Zagaje. 
W 1979 r. odznaczona Krzyżem Grunwaldu II klasy (odznaczenie wojskowe z czasów PRL).
Nazwa wioski wskazuje jednoznacznie na wagę kierunku, z którego poruszali się wędrowcy. "Zagaje" oznacza miejsce za lasem. Przemieszczając się od Chrobrza, wioska jest dokładnie za gajem, gdyż można przyjąć, że teren na północ od wioski od zawsze porośnięty był lasem.

## Prace archeologiczne
Pierwsze prace wykopaliskowe rozpoczęto w 1959 r. na polu zwanym do dziś Księża Mogiła. Znaleziono tam kurhan przypisany kulturze pucharów lejkowatych. Dopiero późniejsze wykopaliska z roku 1992 i 1994 pozwoliły dokładniej określić istnienie pochówków. Dowiedziono, że kurhan został usypany przez przedstawicieli kultury ceramiki sznurowej na miejscu, gdzie poprzednio znajdowały się grobowce kultury pucharów lejkowatych.
Pod nasypem znajdowały się dwa groby niszowe o jednakowym układzie szkieletów o położeniu południowy zachód – południowy wschód z głowami skierowanymi ku południowi. Inwentarz grobów stanowiły po dwa naczynia, kilkanaście wyrobów krzemiennych, w tym grociki strzał, kamienie szlifierskie, „dłuta” rogowe, a nawet kawałek miedzianego drucika. Na zewnątrz kurhanu znaleziono trzy groby z układem szkieletów odwrotnym do grobów niszowych z głowami ku północy, z inwentarzem nieco uboższym. Według reguł obrządku pogrzebowego kultury ceramiki sznurowej należy przypuszczać, że groby niszowe zawierały osobniki męskie, a groby za zewnątrz – żeńskie.
Grobowiec zbudowany był na planie trapezu o osi długiej zorientowanej w kierunku wschód – zachód. Długość grobowca wynosiła około 20 m, szerokość 7 m. Obudowę stanowiła palisada z wejściem o szerokości około 2 m. W odległości około 4 m od wejścia znajdował się grób w kształcie prostokątnej skrzyni obudowanej płytkami kamiennymi. Drugi grobowiec miał wysokość około 40 m. Do bardzo rzadkich odkryć należą ślady orki neolitycznej chronologicznie związane z budową grobowca drugiego.